# NGC 5129
NGC 5129 est une vaste galaxie elliptique située dans la constellation de la Vierge. Sa vitesse par rapport au fond diffus cosmologique est de 7 174 ± 20 km/s, ce qui correspond à une distance de Hubble de 105,8 ± 7,4 Mpc (∼345 millions d'al). NGC 5129 a été découverte par l'astronome germano-britannique William Herschel en 1787.
NGC est possiblement une galaxie du champ, c'est-à-dire qu'elle n'appartient pas à un amas ou un groupe et qu'elle est donc gravitationnellement isolée. Selon la base de données Simbad, NGC 5129 est une galaxie LINER, c'est-à-dire une galaxie dont le noyau présente un spectre d'émission caractérisé par de larges raies d'atomes faiblement ionisés.
À ce jour, six mesures non basées sur le décalage vers le rouge (redshift) donnent une distance de 96,033 ± 23,988 Mpc (∼313 millions d'al), ce qui est à l'intérieur des valeurs de la distance de Hubble. Notons cependant que c'est avec la valeur moyenne des mesures indépendantes, lorsqu'elles existent, que la base de données NASA/IPAC calcule le diamètre d'une galaxie et qu'en conséquence le diamètre de NGC 5129 pourrait être d'environ 68,0 kpc (∼222 000 al) si on utilisait la distance de Hubble pour le calculer. 

## Groupe de NGC 5129
NGC 5129 est la plus brillante galaxie d'un trio qui porte son nom. Les deux autres galaxies du groupe de NGC 5129 sont NGC 5132 et UGC 8452 désigné comme 1324+1521, une abréviation employés par Mahtessian pour CGCG 1324.7+1521.